# Organismo Supervisor de la Inversión en Infraestructura de Transporte de Uso Público
El Organismo Supervisor de la Inversión en Infraestructura de Transporte de Uso Público (Ositran) es un organismo público, descentralizado y supervisor adscrito al presidente del Consejo de Ministros del Perú. Su función es reglamentar, regula, supervisa, fiscaliza e impone sanciones y medidas correctivas que abarca la explotación de la infraestructura de transporte de uso público. Fue creado en enero de 1998.

## Presidentes
- Leonie Roca Voto Bernales (2000-2002)
- Alejandro Chang Chiang (2002-2007)
- Juan Carlos Zevallos Ugarte (2007-2012)[1]
- Silvia Patricia Benavente Donayre (2012-2017)[2]
- Verónica Zambrano Copello (2017-)[3]